# Reisserita chrysopterella
Reisserita chrysopterella är en fjärilsart som beskrevs av Herrich-Schäffer. Reisserita chrysopterella ingår i släktet Reisserita och familjen äkta malar. Inga underarter finns listade.